# Eustenancistrocerus nilensis
Eustenancistrocerus nilensis är en stekelart som först beskrevs av Giordani Soika 1935.  Eustenancistrocerus nilensis ingår i släktet Eustenancistrocerus och familjen Eumenidae. Inga underarter finns listade i Catalogue of Life.